# 伊本·图费勒
阿布·贝克尔·穆罕默德·本·阿卜杜勒-马利克·本·穆罕默德·伊本·图费勒·卡伊西·安达卢西（‎ Abu Bakr Muhammad ibn Abd al-Malik ibn Muhammad ibn Tufail al-Qaisi al-Andalusi；约1105年—1185年），常简称为伊本·图费勒（阿拉伯语：‎ Ibn Tufail；又译伊本·图斐利），12世纪阿拉伯穆斯林博学家。欧洲人称之为阿布巴塞尔（拉丁語：Abubacer）。出生于安达卢斯，涉猎文学、哲学、神学、医学、天文学，同时也是北非穆瓦希德王朝的宫廷大臣。
在文学领域，著有哲学小说名作《哈义·本·叶格赞的故事》。作为医学家，他支持解剖和验尸，该立场在其小说著作中也有体现。

## 生平
伊本·图费勒出生在安达卢斯格拉纳达地区的瓜迪斯，家族是阿拉伯部落民。他早年师从通才伊本·巴哲，曾担任休达、丹吉尔和格拉纳达统治者的顾问，后来成为穆瓦希德王朝哈里发阿布·雅各布·优素福的维齐尔及医师。他在1169年举荐另一位著名学者伊本·鲁世德接任其职位。1182年隐退，1185年逝世于穆瓦希德王朝都城马拉喀什。
伊本·图费勒的天文学研究和托勒密天文学相悖，在学史上推翻托勒密天文学的过程中发挥了重要作用，是天文学史“安达卢西亚反叛”的一部分。其著作促使后世学者最终摒弃托勒密学说。
伊本·图费勒的著作影响了后世诸多伊斯兰学者，包括努尔丁·比特鲁吉、阿布·阿卜杜拉·穆罕默德·阿巴尔、阿卜杜勒·瓦希德·马拉库希、艾哈迈德·穆罕默德·马加里、伊本·哈蒂卜等。

## 《哈义·本·叶格赞的故事》
伊本·图费勒的哲学小说著作《哈义·本·叶格赞的故事》（拉丁文名为《自修的哲学家》，Philosophus Autodidactus）颇为著名，讲述了一个无人岛上的野孩子在瞪羚抚养下成长并自主学习的故事。他在没有接触其他人类的情况下，借由理智问答从而系统性地发现了人间真理。他接触到一个逃难者，从而了解了哲学和宗教，得出结论：宗教的外化掩饰，如偶像崇拜、物质依赖等，是普罗大众必需的，这是为了让他们有着体面的生活。但偶像和物质是阻碍求真的混淆品，发觉了这一点的人就应该抛弃它们。小说的主人公名为哈义·本·叶格赞（Hayy ibn Yaqdhan），名哈义意为活着，父名叶格赞意为醒来。这些名字都来自伊本·西那的著作。
伊本·图费勒写作此小说也是为了呼应安萨里的著作《哲学家的矛盾》。伊本·纳菲斯在13世纪著成小说《自修的神学家》呼应此作。《自修的哲学家》是阿拉伯文学历史上的名著，在欧洲文学也有着非比寻常的影响力，在17世纪和18世纪成为西欧畅销书。此作显著地影响了伊斯兰哲学和近代西方哲学的发展，被视为激发科学革命和启蒙时代的先驱之作，其中的思想在托马斯·霍布斯、约翰·洛克、艾萨克·牛顿、伊曼努尔·康德的著作中都有体现 。
该书的拉丁文版《自修的哲学家》最早出现在1671年；首部英文译本出版于1708年。该作也激发了丹尼尔·笛福的灵感，促使他创作出《鲁滨逊漂流记》，同样讲述了一个无人岛上的幸存者的故事。小说也促使了洛克之《人類理解論》中白板概念的诞生。书中哈义的唯物主义观念和卡尔·马克思的历史唯物主义也有一定相似之处。该书还预示了后世提出的莫利紐茲問題。戈特弗里德·莱布尼茨、約翰·沃利斯、克里斯蒂安·惠更斯、貴格會、伏尔泰的思想也都受到此书影响。

### 书目
- P. Brönnle, The Awakening of the Soul (London, 1905)
- Samar Attar, The Vital Roots of European Enlightenment: Ibn Tufayl's Influence on Modern Western Thought (Lanham, 2010)
- Ben-Zaken, Avner, "Taming the Mystic", in Reading Hayy Ibn-Yaqzan: A Cross-Cultural History of Autodidacticism (Johns Hopkins University Press, 2011). ISBN 978-0801897399.
- Mahmud Baroud, The Shipwrecked Sailor in Arabic and Western Literature: Ibn Tufayl and His Influence on European (London, 2012)